# 沃倫縣 (肯塔基州)
沃倫县（英語：Warren County）是美國肯塔基州的一個縣，位於薄荷高原與西部產煤區交界。面積1,419平方公里。根據美國2000年人口普查，共有人口92,522人。縣治鮑靈格林 (Bowling Green)。
成立於1796年12月14日，縣名紀念在美國獨立戰爭邦克山戰役中戰死的約瑟夫·沃倫。除縣治外為一禁酒的縣。